# Регентство (Бразильская империя)

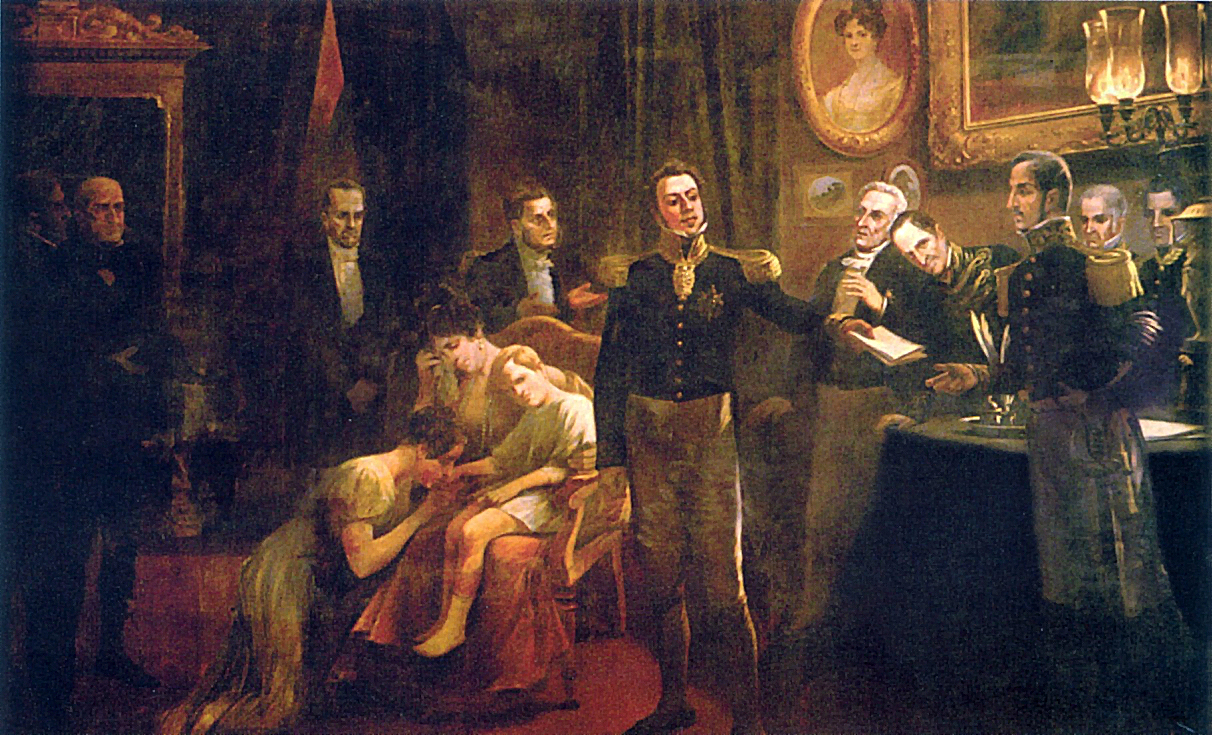
Педру I передаёт парламенту письмо об отречении. 7 апреля 1831 года. Картина Фигейреду, Аурелиу ди

Период регентства (порт.-браз. Período regencial) в истории Бразильской империи длился 9 лет — с отречения императора Педру I 7 апреля 1831 года до взросления и вступления на престол императора Педру II 23 июля 1840 года.
Предпосылки для отречения монарха стали появляться ещё с момента провозглашения независимости империи в 1822 году и были связаны с излишней централизацией страны и началом активной борьбы за власть. Когда брат императора Мигел I узурпировал престол Португалии у его дочери Марии и начал выстраивать в стране абсолютную власть, португальские либералы стали просить монарха вернуться в страну. Борьба с оппозицией и общая активность императора привели к его отречению и началу периода регентства.
Это был один из самых важных и волнительных периодов в истории Бразилии; он установил территориальное единство страны и структуру вооружённых сил, а также степень автономии провинций и централизации власти. На этом этапе произошёл ряд локализованных восстаний, таких как Кабанажен в Гран-Пара, Балаяда в Мараньяне, Сабинада в Баие и «война Фаррапус» в Риу-Гранди-ду-Сул, самое длительное и крупное, которое продемонстрировало недовольство центральной властью и скрытую социальную напряженность в новом независимом государстве, что вызвало совместные усилия противоборствующих сил по поддержанию порядка. Об этом периоде Жоакин Набуку писал: «Де-факто регентство, пусть и временно, сделало Бразилию республикой…». Но в конце концов политики, которые пришли к власти в 1830-х годах, не могли привнести ничего нового, поскольку оказались в ловушке бесконечных споров. К 1840 году они «потеряли всякую веру способность самостоятельно управлять страной, а Педру приняли за авторитетную фигуру, которая была просто необходима стране чтобы выжить» и решили передать ему власть досрочно.

## Предыстория

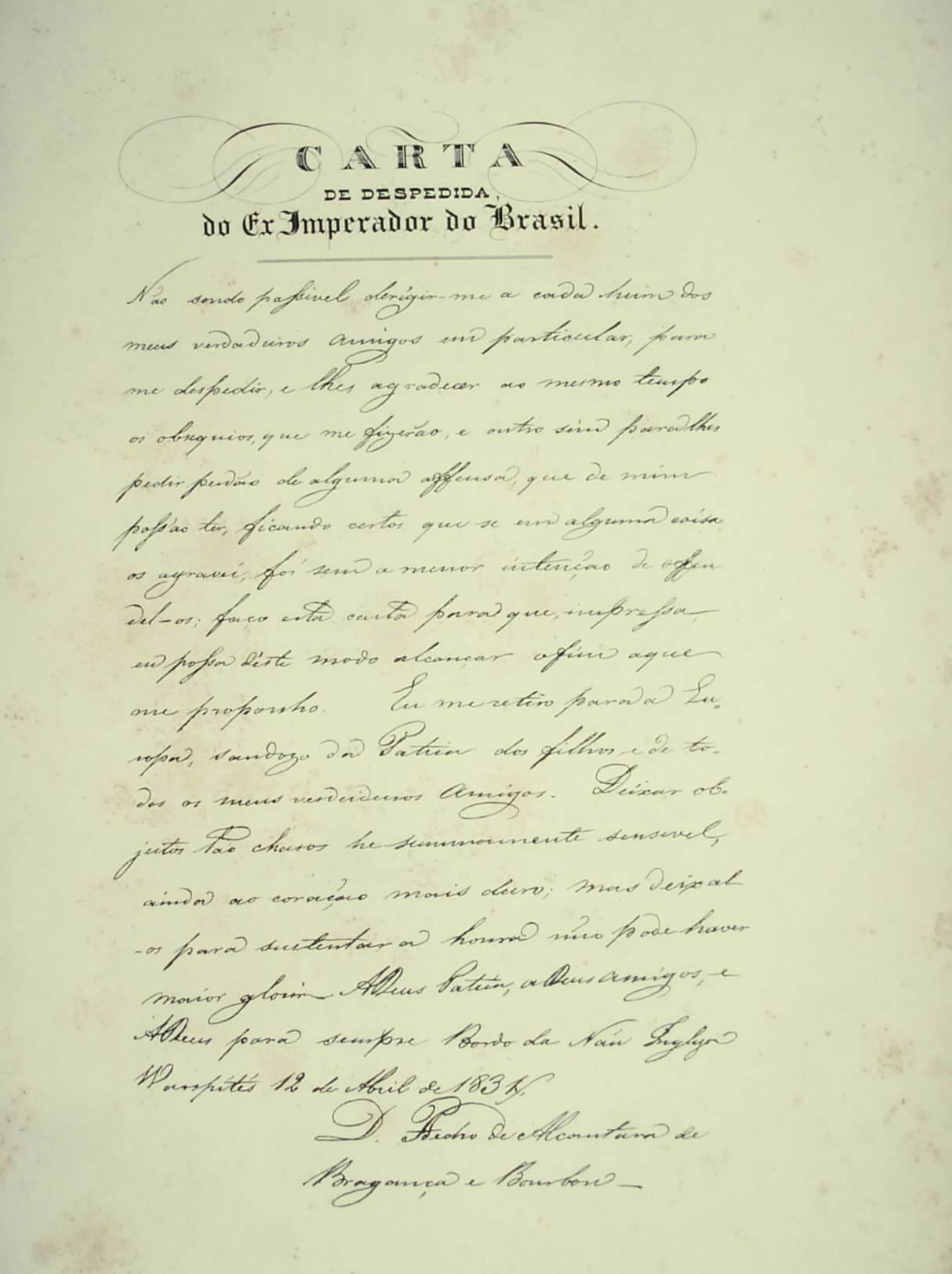
Документ об отречении императора Педру I

В ходе организации независимости Бразильской империи была создана структура, которая привела к организации сильноцентрализованной политической системы. Она поставила руководство муниципалитетов в сильную зависимость от руководителей провинций, а их в свою очередь — от императора и его чиновников. Кроме того, «они приняли систему непрямых выборов на основе квалифицированного (переписного) голосования, исключив большую часть населения из избирательного процесса». Они охотно оспаривали дворянские титулы и монополизировали должности в Палате, Сенате, Государственном совете и министерствах. В связи с этим в стране шла идеологическая борьба за распределение полномочий между императором и его министрами. Сторонники Педру I Освободителя считали, что он вправе назначать министров, выбирать национальную политику и задавать направление работы правительства. В оппозиции им были те, кто считал, что курс правительства должен выбирать кабинет министров, избираемый парламентариями из правящей партии, а не назначенный императором. Этот кабинет, по их задумке, должен был быть полностью подотчётным парламенту. И сторонники Педру, и его оппоненты так или иначе выступали за либеральную конституционную монархию, но с разным кругом полномочий у императора.
Педру уважал конституцию, не вмешивался в демократический процесс и не допускал роспуска парламента. Несмотря на это у него постоянно возникали споры с оппозицией, которые предъявляли ему подчас абсурдные и ничем не обоснованные требования. Кроме того, большая часть членов совета была богатыми земле- и рабовладельцами, а император был известен своими аболиционистскими взглядами. Усилия императора по умиротворению оппозиции привели к очень важным переменам. Он поддержал закон 1827 года, устанавливающий индивидуальную ответственность министров за проступки. 19 марта 1831 года Педру созвал кабинет, который состоял лишь из оппозиционных политиков, которые благодаря этому контролировали деятельность парламента. Наконец, император предложил Франсишку Гомешу и другому своему другу португальского происхождения должности послов и специальных представителей в странах Европы, чтобы они покинули Бразилию и миф о «теневом кабинете» окончательно развеялся. Но его паллиативные меры не остановили нападки со стороны оппозиции, члены которой по-прежнему упрекали его в неверных действиях и португальском происхождении. Весьма разочарованный их непримиримостью, Педру решил не дожидаться дальнейшего ухудшения ситуации.
В 1830 году во Франции произошла революция, которая свергла монарха Карла X. Её идеи продолжили распространяться по миру, дойдя в том числе и до Бразилии. В стране появились такие газеты либерального направления, как Aurora Fluminense, которую редактировал Эваристу да Вейга в Рио-де-Жанейро. В Сан-Паулу же был убит Либеро Бадаро, что подогрело народные чувства против императора и правительства, которых подозревали в организации. Идеи либерализма и освобождения от абсолютной власти монарха витали и в Португалии, где власть захватил брат Педру Мигел I, который сверг его дочь Марию ради установления собственного правления. Мигранты из Португалии пытались убедить Педру отказаться от трона Бразильской империи, бросив все свои силы и энергию на борьбу за претензии его дочери на корону их королевства. По словам канадского латиноамериканиста Родерика Бармана, «[в] столь чрезвычайной ситуации проявились изрядные способности императора — он стал хладнокровным, находчивым и уверенным в своих действиях. Жизнь властителя конституционной монархии, полная скуки, осторожности и примирения, противоречила самой сути его характера». С другой стороны, Барман отмечает, что Педру «обнаружил в своей дочери всё, что больше всего привлекало его душу». Он решил отправиться в Португалию, где мог продемонстрировать свою рыцарскую самоотверженность, поддерживая либеральное движение за конституцию, и воспользоваться свободой действий, о которой давно мечтал.
С начала 1829 года император часто заявлял о необходимости отречения от престола и возвращения в Португалию. По словам биографов, эта идея буквально «засела в его голове». Вскоре у него появилась возможность реализовать её. Радикальные представители оппозиции сплотили уличные банды, которые нападали на членов португальской общины в Рио-де-Жанейро. 11 марта 1831 года, во время так называемой «ночи разбитых бутылок» (порт. noite das garrafadas), португальцы «нанесли ответный удар». Столицу охватили беспорядки и борьба между противоборствующими кланами. 5 апреля Педру распустил кабинет, который находился у власти чуть более месяца, с 19 марта того же года, за некомпетентность и неспособность (или, скорее, нежелание) навести порядок. В середине следующего дня в центре столицы собралась большая толпа, подстрекаемая радикалами, которая потребовала восстановления низложенного кабинета. Император ответил: «Я готов сделать всё для народа, но ничего [не буду делать] из-за народа». Императора тщетно пытался переубедить командующий гарнизоном Франсиску ди Лима и Силва. Вскоре после наступления темноты войска покинули императора и присоединились к протестующим. На их сторону перешёл даже императорский батальон. По словам историков Педру Калмуна, Нила Маколея и Бармана, именно тогда Педру осознал то, каким изолированным и далёким от дел Бразилии он стал. Тогда Педру примерно в три часа ночи 7 апреля 1831 года, «ко всеобщему удивлению», подписал отречение от престола. Он передал документ одному из министров и заявил: «Вот вам мой акт отречения, а я возвращаюсь в Европу и покидаю страну, которую я всегда очень любил и до сих пор люблю». Отречение привело к началу периода регентства, который длился с 1831 по 1840 годы. На момент отречения отца Педру младшему было 5 лет и четыре месяца.

## Временный совет
После отречения императора была высока вероятность начала гражданских бунтов или сепаратизма одной из провинций, в связи с чем требовалось навести порядок в государстве и не допустить оных. Основной груз ответственности лежал на плечах представителей умеренно-либерального движения, которые должны были со всей энергией противостоять мятежникам. На 3 мая был назначен съезд обеих палат правительства. Такая отсрочка была дана специально, чтобы дать возможность как можно большему количеству людей поучаствовать в принятии решения. Но уже утром 7 апреля, в день отречения, во дворец сената прибыли 62 человека, из которых 26 сенаторов и 36 депутатов, которые избрали временный регентский совет из 4 человек, который и должен был управлять страной от имени слишком молодого императора. В его состав вошли Франсиску ди Лима и Силва (командующий гарнизоном, который пытался убедить Педру I остаться в стране), Жозе Жоаким Карнейру ди Кампус, маркиз де Каравеллас, и сенатор Николау Перейра ди Кампус Вержейру. То есть он состоял из военного, обладающего очевидным авторитетом в армии, либерала и консерватора соответственно. Именно такой порядок управления страной и формирования регентского совета был предусмотрен 121—130 статьями V главы 5 раздела политической конституции империи.
Своим первым же указом Регентский совет аннулировал решение Педру об увольнении министров. На следующий день ассамблея обнародовала манифест, в котором рассказывала о случившемся и призывала его к доверию временному правительству вплоть до избрания полноценного правительства. Там же излагались принципы работы на время взросления Педру II. Явно преувеличивая, члены совета заявили, что враги «так малочисленны и так слабы, что не заслуживают внимания». Но при этом в совете отметили, что они следят за каждым их шагом так, «как если бы они были многочисленны и сильны». И хотя последующие несколько дней город «находился в приподнятом настроении», несмотря на все предпринятые усилия так и не удалось избежать массовых беспорядков и конфликтов между сторонниками «Партии восстановления» (в основном португальцами) и солдатами, коренными бразильцами

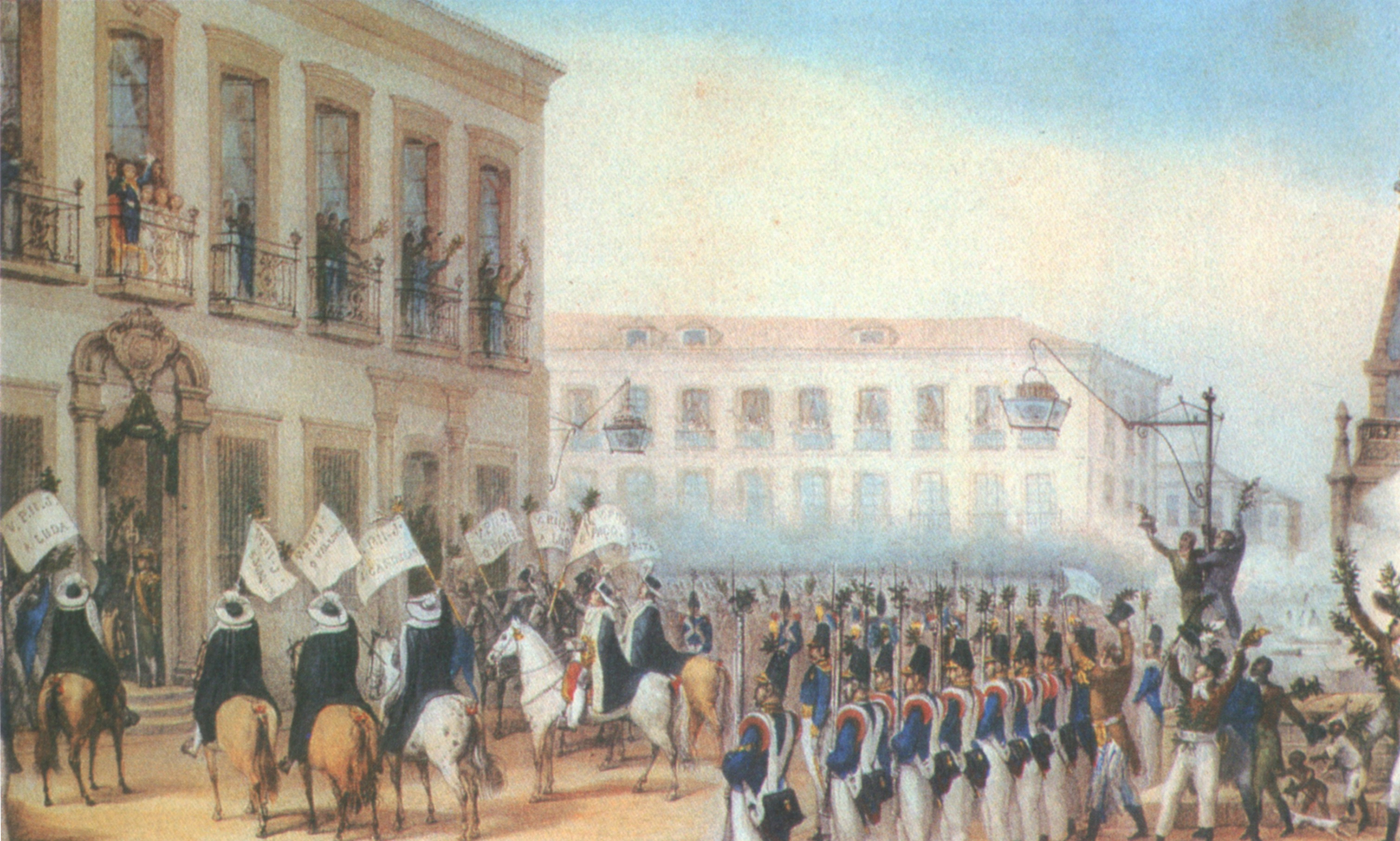
Представление императора Педру II народу. Картина Жан-Батиста Дебре

На следующий день совет провозгласил принца конституционным императором Бразилии и доставил его во дворец, где представил народу. Стоя на стуле, мальчик махал платком народу. Этот исторический момент запечатлел на полотне французский художник Жан-Батист Дебре. Следом совет издал указ об амнистии «граждан, осужденных или даже объявленных виновными в политических преступлениях, и военных, осужденных за преступления дезертирства» и выдворил из армии иностранных граждан, которых назвал главными виновниками произошедших в день манифеста беспорядков.
Одним из своих последних указов Педру I назначил воспитателем своих детей Жозе Бонифасиу ди Андрада и Силва. Для защиты юного императора и его сестёр Франсишки и Жануарии, которые также оставались в стране, принцы остановились во дворцах Сан-Кристован или Боа-Виста, тогдашних пригородах столицы. С этим начался смутный период, когда территориальное единство страны и центральная власть были поставлены под сомнение и подвергнуты испытанию бунтами, восстаниями и мятежами. Бонифасиу попросил французского дипломата Эдуардо Понтуа в случае необходимости поддержать возможный перевод молодого принца в Сан Паулу ввиду политической нестабильности. Иностранец ответил уклончиво.
Педру I оставался в бразильских водах до своего возвращения в Европу. Первоначально отправившись на английском фрегате, в дальнейшем император пересел на корвет «Волаж» и окончательно покинул страну. 13 апреля регентство объявило об отъезде бывшего монарха, и народ, празднуя, вышел на улицы, чтобы отметить «падение тирана». Тем временем по всей стране начались мятежи недовольных временным правительством: в Байе под предлогом старых разногласий бразильцы напали на португальцев, и их пришлось усмирять. Аналогичные события происходили в Пернамбуку и Минас-Жерайсе. 3 мая настал открылись заседания обеих палат правительства страны. На следующий день были провозглашены выборы нового совета, а 6 дней спустя был представлен законопроект, согласно которому члены совета должны были избираться пожизненно. После продолжительного обсуждения палата депутатов приняла его и направил в сенат, где принятие состоялось значительно быстрее.

## Первый период (1831—1835): Триумвират
17 июля 1831 года закончились выборы в новый регентский совет, который вновь состоял из 3 человек. В него снова вошёл генерал Франсиску ди Лима и Силва, а остальных сменили депутаты Жозе Карвальо, макриз Монто-Алегро (который получил второе место по числу голосов) и Жуан Браулио Мунис. Выборы вновь были основаны на статье 123 действующей конституции страны. Это был первый шаг к установлению мира в стране. Поскольку умеренные составляли большинство парламентариев, они были избранными сторонниками этого течения, таким образом, оставив в стороне экзальтированных (что были в значительном меньшинстве, особенно в Палате депутатов).
Состав этого триумвирата стремился сохранить баланс сил, уже существовавший во временном регентстве: север и северо-восток представлял Жуан Браулио Мунис из Мараньяна, сменивший на этом посту Николау Перейра де Кампуса; юг и юго-восток — Жозе Карвальо, который, хотя и родился в Баие, жил в Сан-Паулу, где издавал газету O Farol Paulistano. Таким образом, Лима и Силва был единственным из Временного регентства, кто остался регентом.

### Либеральная реформа законодательства о регентстве
Несмотря на то, что регенты отныне назначались пожизненно, либеральное большинство в правительстве не упустило шанс при малолетстве императора провести реформу по дисциплинированию и ослаблению его власти. Авторами закона стали депутаты Франсиску ди Паула Соуза, регент Жозе Карвальо и представитель Минас-Жераса Онориу Эрмету Карнейру. Закон был направлен на расширение преимуществ законодательной власти над исполнительной.
В результате реформы резервная власть стала осуществляться самим регентством через министра, наделенного такими полномочиями, и была ещё более урезана в своих прерогативах, поскольку в отличие от учреждения, созданного Педру I, она больше не имела права увольнять Палату депутатов, а также присваивать награды и дворянские титулы. Все эти права перешли к Сенату.

### Реформа гвардии

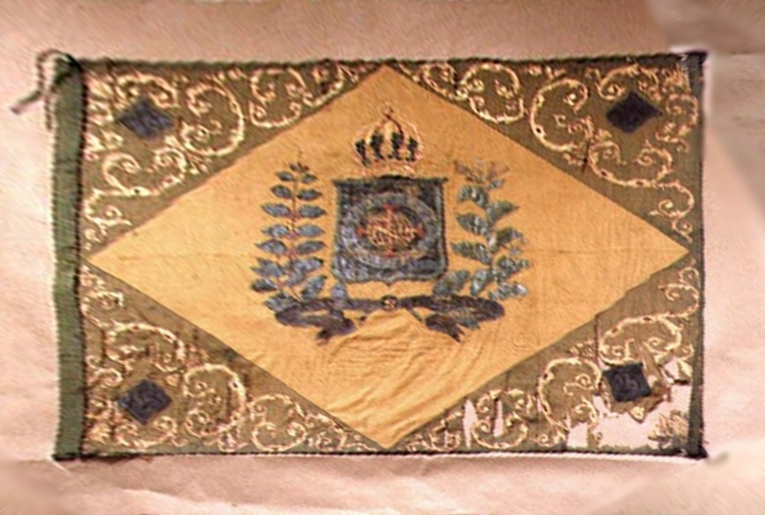
Полотно с изобращением эмблемы бразильской национальной гвардии

Для обеспечения государственного порядка правительство страны прибегло к резкому ограничению свободы и прав людей на массовые мероприятия, в частности 5 июня запретило собрания на улицах в ночное время, отменило поручительство за виновных, которых удалось взять с поличным или которые обвинялись в нарушении государственного правопорядка, и предоставило правительству право вмешиваться в судебную систему и смещать судей, когда это было необходимо. Для поддержания правопорядка на улицах в ночное время правительство организовало подконтрольные и подответственные судьям отряды муниципальной гвардии, в состав которой вошли обладавшие правом выбора люди самых разных занятий и процессий. Общественное мнение при этом продолжало находиться на стороне властей. Все граждане в возрасте от 21 до 60 лет, что имели право голоса на муниципальных выборах, были обязаны провести регистрацию в гвардию. Правительство несло ответственность за обеспечение их оружием, но записавшийся должен был заплатить за униформу. В каждом населенном пункте были избраны командные пункты. Была предложена модель, способствующая гражданскому участию, как это было в аналогичном институте во Франции, который вдохновил бразильский институт. Несмотря на это страна была по-прежнему погружена в пучину анархии.

### Реформы Диогу Фейджо и смещение Жозе Бонифасиу

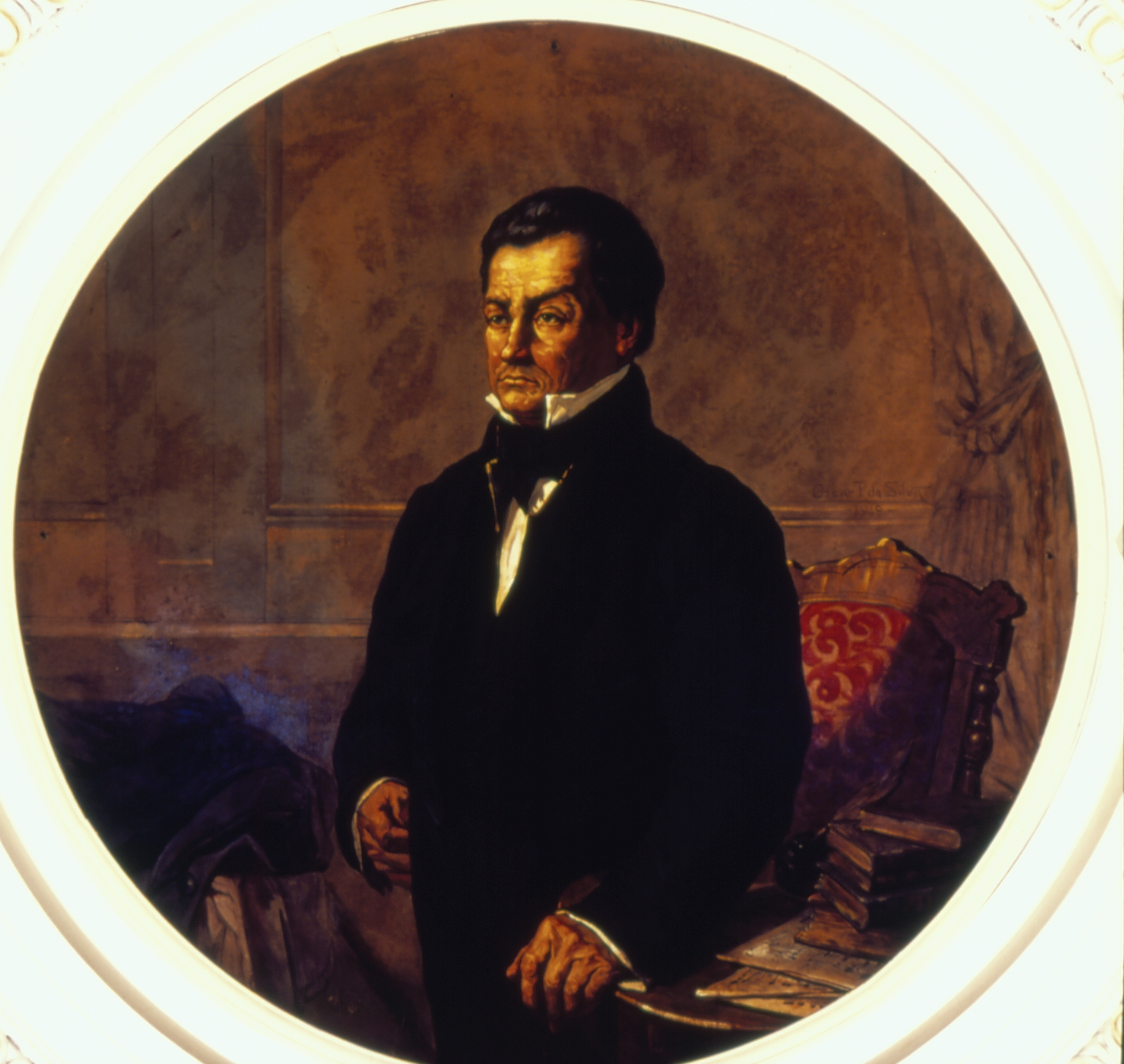
Диогу Антониу Фейжо. Портрет кисти Оскара Перейра да Силва

Период регентства стал одним из самых тяжёлых и труднопреодолимых в бразильской истории. Страна оказалась в страшном финансовом кризисе; её сотрясали народные мятежи и волнения, которые угрожали национальному и территориальному единству империи. В попытке противостоять происходящему регентский совет назначил человека из своего круга, уважаемого в стране Диогу Антониу Фейжо министром юстиции. В условиях царящей политической нестабильности Фейжо потребовал от регентства выдать ему письменное разрешение на полную автономию во всех делах, что касались его министерства, чтобы иметь возможность оперативно противостоять беспорядкам, особенно в Рио-де-Жанейро. Часть этих мятежей провоцировал Жозе Бонифасиу при поддержке «Партии восстановления». Но с самого начала Фейжо проявил себя как очень способный госдеятель, из-за чего наиболее ярые противники действующей власти, почувствовав своё приближающееся крушение, начали подготовку заговора.
Через несколько дней после становления Фейджо в качестве министра по стране поползли слухи о готовящемся восстании. Оно случилось уже 12 июля, когда батальон 26-го пехотного полка перестал повиноваться приказам. Министр юстиции собрал 600 муниципальных гвардейцев и окружил мятежников в казармах. Те, напуганные быстротой реакции, сложили оружие. На следующий день в ночь на 14 число значительное волнение вызвал отряд полиции, к которому к концу дня примкнули часть гарнизона Рио-де-Жанейро и гражданские, что привело к панике в городе. На следующий день они выдвинули ряд абсурдных требований, в частности запрет иммиграции португальцев на 10 лет, смещение ряда чиновников, «враждебных конституционному режиму», и высылку сотни граждан. В здании ратуши началось непрерывное заседание сената и палаты депутатов. На следующий день после выдвижения требования они обратились к народу с прокламацией, что привело к положительному эффекту: в лагере мятежников никто не сопротивлялся. Фейджо выступил против голосования по закону об амнистии, приостановил действие охранного свидетельства о неприкосновенности личности и предложил отправить на суд всех, кто оказался замешан в мятеже. И именно тогда появилась национальная гвардия, в задачу которой ставилась «охрана конституции, которой была принесена присяга». Из-за этого среди депутатов возник раскол, который привёл к появлению активной оппозиционной Фейджо группы. Против него печаталось значительное количество материала. Вскоре состоялось принятие ультралиберального пакета реформ, который должен был успокоить оппозицию, однако вместо этого в городе начались очередные беспорядки, которые, впрочем, удалось достаточно быстро ликвидировать.
Неделю спустя начался и был быстро подавлен мятеж военных на Илья дас Кобрас («Остров змей»). В дальнейшем произошла реформа государственного управления и законодательства. В частности Фейджо расширил права политических партий на получение защиты от наиболее влиятельной из них. К господствующим партиям «Модерадос» (порт.-браз. Moderado, «Умеренные») и «Экзальтадос» (порт.-браз. Exaltado, «Возвышенные», партия либерального толка) в политику вернулась «Партия восстановления/реставраторов» (порт.-браз. Restaurador), которая была сторонницей возвращения в страну императора Педру I и рассчитывала на то, что он назначит премьер-министром Жозе Бонифасиу, поскольку последний вернул себе былой политический престиж, будучи вновь назначен воспитателем юного монарха. В апреле 1832 года группировки «Эскалькадос» и «Реставраторов» заключили политический союз. 2 числа они распространили прокламацию, в которой уверяли народ в необходимости низложения регентского совета. На следующий день на острове высадился бразильский офицер Мигел де Фриас, благодаря которому были подавлены беспорядки в Рио-де-Жанейро. Ранее в этот же день он способствовал мятежу в Форталеза-де-Сан-Жозе-дас-Илья-дас-Кобрас, подняв восстание его гарнизона и заключенных, арестовав его командира и конфисковав орудие. Он направился в центр Рио-де-Жанейро, намереваясь свергнуть регентство и восстановить Педру I. Однако он и его люди были атакованы силами Корпуса постоянной муниципальной стражи под командованием майора Луиса Алвеса ди Лима-и-Силва, будущего герцога Кашиаса. Эти силы рассеяли движение, и майору Мигелу де Фриасу удалось бежать. В тот же день Фейджо потребовал отставки Жозе Бонифасиу, выдвинув ультиматум, что либо уйдёт воспитатель, либо он. Предложение получило широкую поддержку в палате депутатов, где у Бонифасиу почти не было сторонников, однако в Сенате, где был незначительный перевес за регентом и партией «Эскальдос» требование не получило достаточной поддержки. При этом не хватило лишь одного голоса. 18 апреля Фейджо подал в отставку.
Фейджо также предпринял первую настоящую попытку покончить с рабством, приняв закон, получивший его имя, который освобождал бразильских рабов, если они оказались за пределами империи. Однако его эффективность оказалась околонулевой.

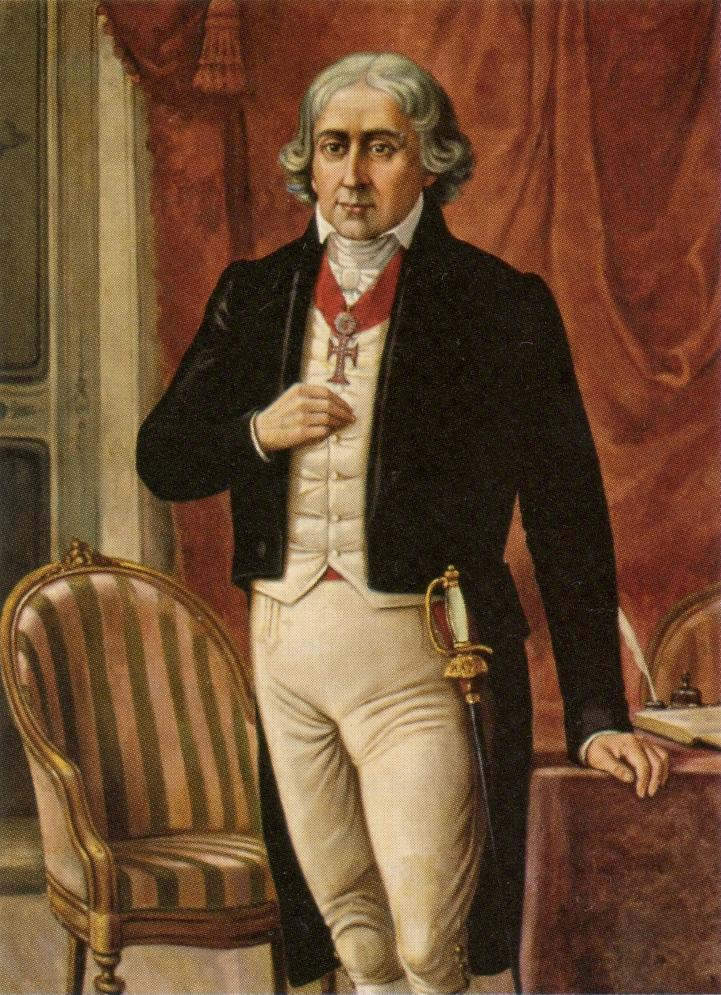
Жозе Бонифасиу ди Анрада и Силва

Несмотря на уход из правительства, 30 июля Фейджо предпринял новую попытку добиться начала умеренных реформ в стране. С помощью священников Жозе Феррейра де Мелу и Жозе Диаса в типографии, где он редактировал газету O Pregoeiro Constitucional — либеральный орган оппозиции Педру I — он напечатал конституцию, принёсшую известность этому небольшому шахтёрскому городку, которая представляла собой своего рода «Новую хартию», в основу которой были положены предполагаемые ими изменения государственного устройства и которую они планировали утвердить после конституционного переворота. Помимо утверждения новой конституции данная группа планировала планировала отстранить Жозе Бонифасиу от должности опекуна малолетнего императора Педру II. Однако переворот провалился, во многом из-за того, что большинство депутатов были против принятия мер, которые противоречили самому конституционному строю. Другим крупным элементом неудачи стал Онориу Карнейру Леан, маркиз Параны, который среди раскольников был наиболее склонным к проведению только законных процедур, так как считал, что переворот от будущих правителей может послужить дурным примером.
Опасаясь, что Бонифасиу будет использовать свою должность опекуна для того, чтобы организовать новый переворот, регенты постановили запретить ему покидать императорский дворец. Несмотря на это, воспитатель отвез императора-ребёнка и его сестер во дворец Сан-Кристован; Аурелиано де Соуза и Оливейра Коутиньу, сменивший Фейжо на посту министра юстиции, приказал опекуну вернуться, но тот его не послушался. 15 декабря 1833 года регентский совет окончательно уволил Жозе Бонифасиу и назначил на его должность Мануэла Инасио де Андраде. Вскоре после этого Бонифасиу арестовали и отправили на остров Пакета, где поселили в одиноком домике на отдалённом пляже. В конечном счёте вскоре после этого инцидента с него всё же сняли все обвинения, но он не пережил их и в 1838 году скончался в Нитерое.
В середине 1833 года до Бразилии дошли дапломатические известния из Европы о том, что властые мужи там готовятся восстановить власть Педру I в землях империи. Первоначально притворившись крайне удивлёнными, в дальнейшем сенаторы стали со всей силой замалчивать этот вопрос. Палата депутатов же отреагивала заявлением о том, что «собирается охранять не только конституционный режим и трон Педру II, но и завоевания революции 7 апреля», не собираясь сдаваться «опозорившемуся режиму». Власти передали в провинции наказ немедленно принимать «все возможные меры» против тех, кто желал возвращения Педру I на престол. В следующем же году, когда бывший император скончался, данная, «сильнейшая причина треволнений».

### Поправки к конституции 1834 года
После отречения Педру либеральное большинство в сенате стало всё активнее выступать за выдачу провинциям большей автономии, как ключевая из партий и пообещала в своей предвыборной программе. В конечном счёте в 1834 году было принято решение о реформе принятой 10 лет назад конституции империи. Её проект выдвинула группа либеральных, преимущественно от Сан-Паулу, депутатов ещё за три года до этого, 9 июля 1931 года: они усматривали её логичным продолжениюем революции 7 апреля. Изначально предлагалось внести весьма радикальные изменения и значительно усилить местную власть в провинциях. В частности предлагалось ввести выборы единого регента путём голосования членов сената и провинциальных ассамблей, лишение сенаторов пожизненного срока полномочий (отныне его предлагалось сделать лишь 6-летним), ограничение права вето со стороны исполнительной власти и возможность его нейтрализации простым большинством членов парламента. Наибольший же спор вызывали изменения, вносимые в первую статью конституции, — изменение определения страны на «федеративную монархию». Вопрос стали обсуждать лишь год спустя. Комиссия признавала, что в текущих обстоятельствах реформа конституции является необходимой, но критиковала палату депутатов за попытку ограничить собрание. Новый проект ратифицировали 12 августа 1834 года. Главным человеком, «адаптировавшим» изменения стал Бернарду де Васконгелос, который со времен учебы в Коимбре был коллегой и близким другом двух регентов, а также одним из наиболее влиятельных депутатов. В документе содержалось 24 статьи. Конечным результат удовлетворил всех, включая глав провинций.